# Adamawa (Cameroun)
 Ikke at forveksle med Adamaouaplateauet
Adamawa  (fransk: Adamaoua tysk: Adamaua) er en region i Cameroun med hovedstad i byen  Ngaoundéré. Navnet er afledt af Modibo Adama, grundlæggeren af Adamawa-emiratet.

## Geografi
Regionen ligger centralt i landet, og grænser op til Nordregionen mod nord, Den Centralafrikanske Republik mod øst, Est/Øst- regionen mod sydøst, Centreregionen mod sydvest og Ouest/Vest- og Nord-Ouest/Nordvest-regionerne samt Nigeria mod vest. Den sydlige del af regionen ligger Mbam Djerem Nationalpark.
Regionen er domineret af Adamaouahøjlandet. Dette danner vandskel i provinsen mellem Benue, den største biflod til Niger, Logone, der løber ud i Tchad-bassinet, og Sanagafloden.

## Befolkningsudvikling
Siden 1976 er befolkningstallet mere end tredoblet.
| År                    | Befolkning |
| --------------------- | ---------- |
| Folketællingen i 1976 | 359.334    |
| Folketællingen i 1987 | 495.185    |
| Folketællingen i 2005 | 884.289    |
| Estimat 2015          | 1.201.000  |

## Administrativ inddeling
Regionen er opdelt i fem distrikter:
| distrikt    | Distriktets hovedstad |
| ----------- | --------------------- |
| Djerem      | Tibati                |
| Faro-et-Déo | Tignère               |
| Mayo-Banyo  | Bad                   |
| Mbéré       | Meiganga              |
| Vina        | Ngaoundéré            |

## Historie
Regionen (provins indtil 2008) blev oprettet i 1983 ved opdelingen af provinsen Nord i provinserne Adamaoua/Adamawa, Extreme-Nord/Ekstreme Nord og den nuværende provins Nord.